# Electric Wizard/Reverend Bizarre
Electric Wizard/Reverend Bizarre es un split de las bandas de doom metal Electric Wizard y Reverend Bizarre. Fue editado en julio de 2008 en formato 12" por el sello inglés Rise Above Records.

## Lista de canciones

### Electric Wizard
| N.º | Título                        | Duración |  |
| 1.  | «The House on the Borderland» | 11:29    |  |

### Reverend Bizarre
| N.º | Título              | Escritor(es) | Duración |  |
| 2.  | «The Gate of Nanna» | Beherit      | 11:16    |  |